# Monte Figogna
Der Monte Figogna (im Ligurischen: Monte Fighêugna) ist ein 804 Meter hoher Berg in der norditalienischen Region Ligurien. Er befindet sich im Val Polcevera und gehört zu der Gemeinde Ceranesi in der Metropolitanstadt Genua.
Auf dem Gipfel des Berges befindet sich die Marienwallfahrtskirche Santuario di Nostra Signora della Guardia. Seit Mai 2007 ist der Monte Figogna zudem ein Etappenziel des Giro d’Italia.